# ائورلا گارسی
ائورلا گارسی (به انگلیسی: Aurela Gaçe) (زاده ۱۶ اکتبر ۱۹۷۴) خواننده آلبانیایی است.
او در مسابقه آواز یوروویژن ۲۰۱۱ نماینده آلبانی بود.